# Riccardo Canesi
Riccardo Canesi (Carrara, 30 marzo 1958) è un ex politico e geografo italiano, deputato della XII legislatura (1994-96) eletto nel collegio Carrara - Lunigiana.

## Biografia
Nato il 30 marzo 1958 a Carrara, è stato docente di Geografia all'I.I.S. "Domenico Zaccagna" di Carrara e in altri istituti della provincia apuana.
Dopo essersi diplomato al Liceo Scientifico Marconi di Carrara si è laureato in Geografia Regionale all'Università di Pisa nel 1984, da oltre trent'anni svolge militanza attiva a difesa dell'ambiente, sia a livello locale che nazionale.
Con la sua tesi sulle "Tipologie agrarie della Provincia di Massa e Carrara" è stato il primo Vincitore del Premio "Lunigiana Storica" (1984).
Negli anni '80 è stato tra i fondatori di Legambiente e della Federazione dei Verdi che ha rappresentato, a cavallo degli anni '80 e '90, in Consiglio Comunale a Carrara. 
Dal 1992 al 1994 ha fatto parte del Coordinamento nazionale della Federazione dei Verdi italiani. 
Nel 1994 è stato eletto alla Camera dei deputati e successivamente, dal 1997 al 2000, è stato il capo della segreteria del ministro dell'ambiente Edo Ronchi.
Dal 2000 al 2005 ha fatto parte del Comitato di Vigilanza sulle Risorse Idriche presso il Ministero dell'Ambiente. Fino al 2015 è stato presidente di Euromobility, l'Associazione italiana dei mobility manager.
Ha scritto alcuni saggi e svariati articoli in materia di ambiente, territorio, risorse idriche, mobilità sostenibile e musica popolare.
È stato tra i promotori del Parco nazionale dell'Appennino Tosco-Emiliano e del Parco nazionale delle Cinque Terre coordinando alla fine degli anni '90 i tavoli tecnico-politico ministeriali finalizzati alla loro istituzione.
Nel 2017 è stato tra i 10 finalisti all'Italian Teacher Prize, è  curatore dei siti www.soslitoraleapuano.it e www.sosgeografia.it ed è organizzatore dei Campionati Nazionali della Geografia.
Nel 2010 ha curato le note storiche del cofanetto "Mogol Edition" (Sony Music) contenente tutti gli album della coppia Mogol/Battisti. 
Nel 2014 ha pubblicato il volume Mucche alla stato ebraico. Svarioni da un paese a scarsa cultura geografica con la prefazione di Carlo Petrini, presidente di Slow Food.
Nel 2018 ha pubblicato "Le città da cantare . Atlante semi-ragionato sui luoghi italiani cantati" con prefazione di Giulio Rapetti Mogol, Tarka editore. Nel 2020 ha pubblicato “Avviso ai naviganti. L'ultima lezione di un Prof. ai tempi del Covid”; nell'agosto dello stesso anno è andato in pensione.